# Eupithecia cugiai
Eupithecia cugiai är en fjärilsart som beskrevs av Turati 1927. Eupithecia cugiai ingår i släktet Eupithecia och familjen mätare. Inga underarter finns listade i Catalogue of Life.